# London Filmmakers Co-Op
La London Filmmakers Co-op (también denominada LFMC) fue una organización cinematográfica autogestionada por artistas que se originó en el 1966. La LFMC era la única cooperativa que ejercía como productora y distribuidora de filmes que se encontraban fuera de la corriente cinematográfica mainstream o películas experimentales. La cooperativa dejó de funcionar como entidad independiente en el 1997, año en que se juntó con London Video Arts para crear el LUX Centre.

## Historia

### Inicios
La LFMC fue originada en el 1966, con sus raíces en Better Books, una llibrería de Londres que, más que una tienda, era un centro social donde se organizaban exposiciones, performances y proyecciones. Better Books, fundada por Bob Cobbing, se transformó en el epicentro de la cultura underground y, posteriormente, en la sede de la LFMC. La gente que acudía eran aficionados al cine de arte y al ensayo internacional. La idea de crear la LFMC estuvo basada en una cooperativa de New York creada por John Mekas: The Film-Makers' Cooperative (1962). Cogiendo como referencia esta cooperativa, se fundó la London Filmmakers Co-op en el 1966, situada a la Better Books. Entre los fundadores de esta se encontraban Bob Cobbing, Jeff Keen y Simon Hartog. Durante el primer año de su funcionamiento, se organizó el Spontaneous Festival of Underground Films que sirvió para dar a conocer la nueva cooperativa. Se proyectaron películas de la vanguardia americana como, por ejemplo, Scorpio Rising de Kenneth Anger.
Un año después de la creación de la LFMC, la librería Better Books cerró y los fundadores dirigieron la LFMC desde sus domicilios particulares, organizando proyecciones a otras localidades como el Arts Lab, un centro artístico que se abrió aquel mismo año (1967). Durante aquellos años, una segunda generación de artistas más jóvenes empezaron a dirigir la cooperativa, realizando cambios radicales dentro del funcionamiento de esta. Fue la época en que la cooperativa empezó a ejercer como productora y se constuyeron espacios por la producción de films . Esta iniciativa surgió debido a que la gran mayoría de proyecciones realizadas por la cooperativa eran americanas y muy pocas eran "domésticas". Entonces, la LFMC empezó a producir diferentes películas que atacaban a los principales medios de comunicación y sus políticas.

### Disolución
La London Filmmakers' Co-op sobrevivió como cooperativa independiente hasta septiembre del 1997 con la creación del LUX Centre, un centro ubicado a Hoxton Square, Londres. La LFMC se unió a LUX, junto con la London Video Arts (LVA) para concentrar los recursos de las dos organizaciones en una misma cooperativa. El LUX centre distribuía los proyectos realizados por la LFMC y la LVA. Además, este tenía una sala de cine controlada por la LFMC, espacios para la producción y puesto-producción de películas y una galería de arte controlada por la LEA.  El LUX Centre cerró por problemas económicos hacia octubre del 2001. Aun así, en el 2002 se originó una nueva empresa llamada LUX con el objetivo de proteger las colecciones de las diferentes cooperativas que habían formado el LUX Centre en 1997.